# عمار الدحیم
عمار الدحیم (عربی: عمار الدحيم؛ زادهٔ ۳۱ اوت ۱۹۹۳) یک ورزشکار اهل عربستان سعودی است.
از باشگاه‌هایی که در آن بازی کرده‌است می‌توان به باشگاه فوتبال هجر عربستان سعودی و باشگاه فوتبال الاتحاد اشاره کرد.
وی همچنین در تیم‌های ملی فوتبال Saudi Arabia U17 Saudi Arabia U20 بازی کرده است.